# Le Petit Caporal
Pour les articles homonymes, voir Petit caporal.
Le Petit Caporal est un journal quotidien français, de tendance bonapartiste, publié entre 1876 et 1923.

## Histoire
L'expression « petit caporal » correspond à un surnom affectueux donné à Napoléon par ses soldats. Un journal bonapartiste portait déjà ce titre sous la Deuxième République.
Quotidien à cinq centimes, le Petit Caporal est lancé en 1876. Son premier numéro paraît le 2 décembre, date emblématique pour les bonapartistes (sacre de Napoléon Ier en 1804, victoire d'Austerlitz en 1805 et coup d’État de Louis-Napoléon Bonaparte en 1851). Ce premier numéro s'ouvre sur une profession de foi anti-républicaine et « carrément impérialiste » suivie d'une apologie du coup d’État de 1851.
Les bureaux du quotidien, initialement installés au no 8 de la rue de Montyon, sont transférés quelques jours plus tard au no 2 de la cité Bergère puis, quelques mois plus tard, au no 16 de la rue du Croissant. Par la suite, ils changeront encore plusieurs fois d'adresse.
Premier rédacteur en chef ainsi que gérant et propriétaire du titre, l'ancien professeur François Perron (1804-1880) était rédacteur au Journal officiel sous le Second Empire.
Sous l'influence de Jules Amigues, le Petit Caporal prend parti pour le prince Victor après la mort du prince impérial en 1879. À cette époque, le tirage du journal est de 3 500 exemplaires. Dirigé ensuite par Le Poil, Dichard puis le commandant Blanc, le Petit Caporal a atteint un tirage de 16 000 exemplaires en 1882.
Repris par Cuneo d'Ornano en mai 1895, l'« organe de l'Appel au Peuple » entre très vite en rivalité avec L'Autorité de l'incontrôlable Cassagnac. En 1899-1900, le Petit Caporal traverse une crise car l'antisémitisme professé par son nouveau rédacteur en chef, Lasies, est désapprouvé par Cuneo d'Ornano.
Finalement, le titre périclite au début du XXe siècle.

## Collaborateurs notables
- Jacques Amigues
- Jules Amigues, directeur, rédacteur en chef (1879-1881)
- Marcel de Baillehache
- Eugène Berger
- Commandant Antoine Blanc, directeur (1877, 1885-1895), rédacteur en chef (1885-1890)
- Gustave Cuneo d'Ornano, directeur politique (1895-1904)
- Henry Dichard, dit Henri Dey, directeur et rédacteur en chef (1882-1883)
- Charles Faure-Biguet, rédacteur en chef (1904-1912)
- Paul Halary
- Léon Bloy, collaborateur (22/26, Janvier 1884: "Enfin!... Les Poèmes Ironiques par Émile Goudeau" [7])
- Maurice Harel, rédacteur en chef (1882-)
- Savinien Lapointe
- Joseph Lasies, rédacteur en chef (1899-1900)
- Linus Lavier, rédacteur en chef (1878-1879)
- Jules Legoux
- Paul Lenglé, directeur (fl. 1878)
- Constant Le Poil, directeur (1881-1882)
- Napoléon Magne
- Dominique Mallet, rédacteur en chef (1879-1880)
- Maurice Marck
- Armand Mariotte
- André Martin Saint-Léon
- Joseph Martin Saint-Léon, dit Bois-Gauthier
- Lucien Millevoye
- Robert Mitchell
- Xavier de Montépin
- Marc de Montifaud
- Vincent de Moro-Giafferri
- Léon Nunès
- François Perron, premier propriétaire, gérant et rédacteur en chef (1876-1877)
- Albert Verly, rédacteur en chef (1890)
- André Vervoort, rédacteur en chef (fl. 1914)